# Belinda (nome)
Belinda  è un nome proprio di persona inglese femminile.

## Varianti
- Ipocoristici: Bel[2], Linda[2], Bindy[1][2]

## Origine e diffusione
È un nome dall'etimologia dubbia; ha di certo origini germaniche ed è composto da due elementi, il secondo dei quali è da ricondurre a lind (o linde, "drago", "serpente") o a lindi (o linde, "tenero", "morbido"), mentre il primo è di più difficile interpretazione; nel complesso, il nome potrebbe essere una variante dell'alto tedesco antico Betlindis, e quindi il primo elemento sarebbe bad ("guerra", lo stesso presente in Batilde). Va peraltro notato, al netto di tutte le disquisizioni etimologiche, che ci sono anche fonti che affermano si tratti di un nome inventato di sana pianta.
Anche se appare in alcune versioni del ciclo carolingio, dove è portato dalla moglie di Orlando, "Belinda" non entrò nell'uso comune in inglese fino al XVII secolo, allorché venne adoperato in opere letterarie come la Didone ed Enea di Purcell e Il ricciolo rapito di Pope; a questo punto, il nome veniva sovente ricondotto all'italiano "bella" (o al francese belle), alterato con il suffisso -inda, assai popolare all'epoca. Venne ulteriormente diffuso, nel XIX secolo, dal romanzo di Maria Edgeworth Belinda. In italiano, il nome venne successivamente importato per la fama di alcune attrici statunitensi così chiamate.

## Onomastico
In quanto nome adespota, ovvero privo di santa patrona, l'onomastico viene eventualmente festeggiato il 1º novembre, giorno di Ognissanti.

## Persone

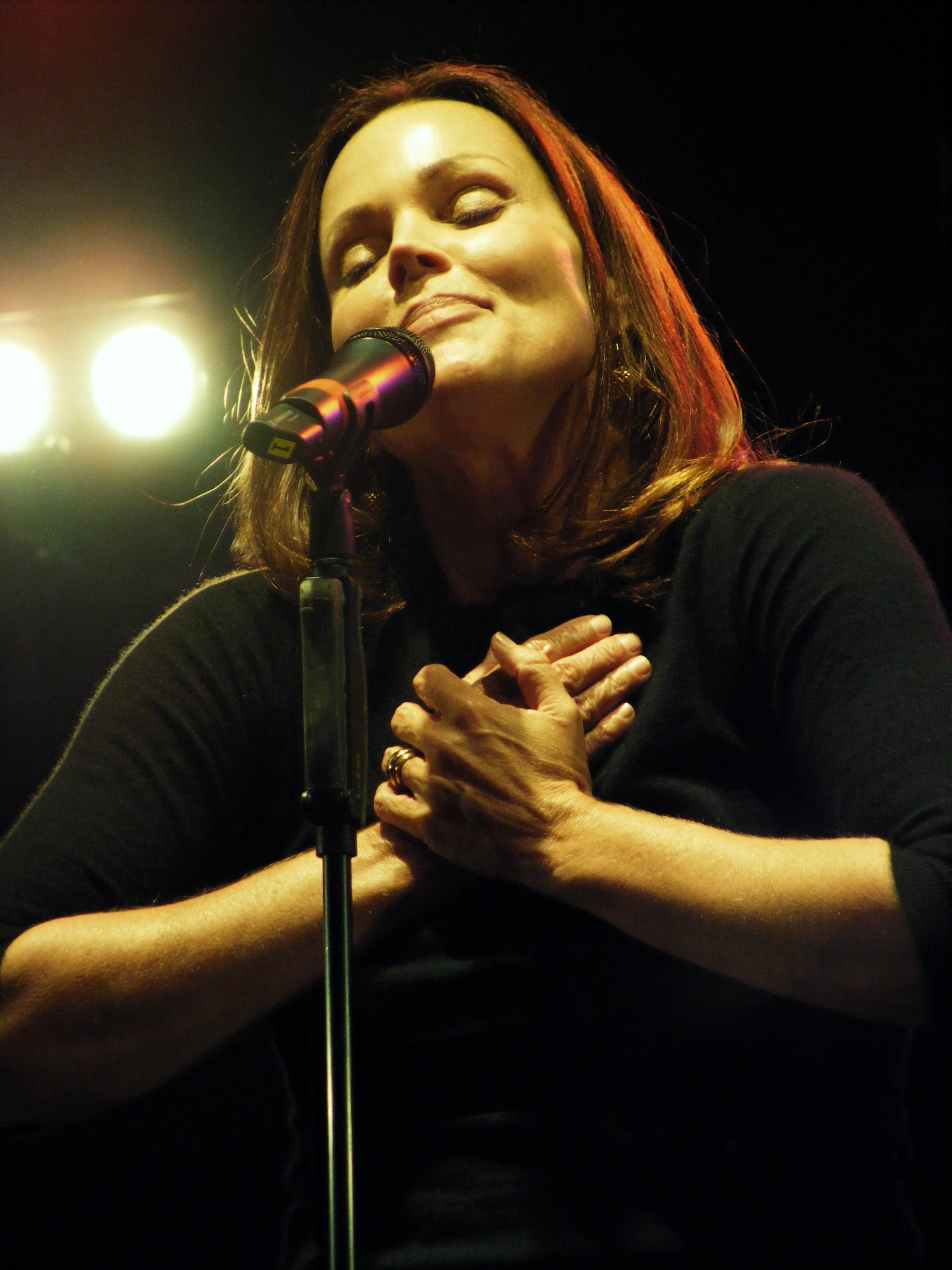
Belinda Carlisle

- Belinda, attrice e cantante messicana
- Belinda Bencic, tennista svizzera
- Belinda Carlisle, cantante statunitense
- Belinda Green, modella australiana
- Belinda Hocking, nuotatrice australiana
- Belinda Lee, attrice britannica
- Belinda Snell, cestista australiana

## Il nome nelle arti
- Belinda è un personaggio dell'opera di Henry Purcell Didone ed Enea.
- Belinda è una canzone interpretata da Gianni Morandi nel 1969.
- Belinda è un personaggio della serie animata Milly, vampiro per gioco.
- Belinda McDonald è un personaggio del film del 1948 Johnny Belinda, diretto da Jean Negulesco.
- Principessa Belinda di Mirabà è un personaggio della serie tv Melevisione.

## Toponimi
- Belinda è un satellite di Urano, che prende il nome dall'omonimo personaggio dell'opera di Pope.